# San Jerónimo Zegache
San Jerónimo Zegache är en ort i Mexiko.   Den ligger i kommunen Santa Ana Zegache och delstaten Oaxaca, i den sydöstra delen av landet, 400 km sydost om huvudstaden Mexico City. San Jerónimo Zegache ligger 1 494 meter över havet och antalet invånare är 536.
Terrängen runt San Jerónimo Zegache är platt åt sydväst, men åt nordost är den kuperad. Runt San Jerónimo Zegache är det ganska tätbefolkat, med 172 invånare per kvadratkilometer. Närmaste större samhälle är Santa Cruz Xoxocotlán, 19,9 km norr om San Jerónimo Zegache. Omgivningarna runt San Jerónimo Zegache är en mosaik av jordbruksmark och naturlig växtlighet.